# Beta-amirin 24-hidroksilaza
Beta-amirin 24-hidroksilaza (EC 1.14.99.43, soforadiolna 24-hidroksilaza, CYP93E1) je enzim sa sistematskim imenom beta-amirin,AH2:kiseonik oksidoreduktaza (24-hidroksilacija). Ovaj enzim katalizuje sledeću hemijsku reakciju
(1) beta-amirin + 2 + O2 {\displaystyle \rightleftharpoons } 24-hidroksi-beta-amirin + A + H2O
(2) soforadiol + 2 + O2 {\displaystyle \rightleftharpoons } 24-hidroksisoforadiol + A + H2O
Ovaj enzim je hem-tiolatni protein (P-450).

## Literatura
- Nicholas C. Price; Lewis Stevens (1999). Fundamentals of Enzymology: The Cell and Molecular Biology of Catalytic Proteins (Third изд.). USA: Oxford University Press. ISBN 019850229X.
- Eric J. Toone (2006). Advances in Enzymology and Related Areas of Molecular Biology, Protein Evolution (Volume 75 изд.). Wiley-Interscience. ISBN 0471205036.
- Branden C; Tooze J. Introduction to Protein Structure. New York, NY: Garland Publishing. ISBN 0-8153-2305-0.
- Irwin H. Segel. Enzyme Kinetics: Behavior and Analysis of Rapid Equilibrium and Steady-State Enzyme Systems (Book 44 изд.). Wiley Classics Library. ISBN 0471303097.

## Spoljašnje veze
- Beta-amyrin+24-hydroxylase на 